# Erdmann Struck
Erdmann Wilhelm Ludwig August Struck (* 12. Juli 1886 in Neubrandenburg; † 16. Oktober 1966 in Hamburg) war ein deutscher Klassischer Philologe und Gymnasiallehrer.

## Leben
Erdmann Struck, Sohn des Lehrers Heinrich Ludwig Theodor Struck und dessen Frau Caroline Louise Marie Christine, geb. Bull, besuchte das Gymnasium in Neubrandenburg, bestand Michaelis 1904 das Abitur und studierte Klassische Philologie in München, von 1904 bis 1907 in Berlin und von 1907 bis 1910 in Rostock. Nach der Promotion 1910 in Rostock lehrte er von 1911 bis 1913 an der Gelehrtenschule des Johanneums in Hamburg und nach dem Ersten Weltkrieg wieder am Johanneum. Er hielt gleichermaßen Vorlesungen in Griechisch und Latein an der Universität.
, 
Struck heiratete 1918 in Hamburg Henriette Margarethe Johanna, geb. Langschmidt (* 1891), eine Hamburger Kaufmannstochter.

## Schriften (Auswahl)
- De Terentio et Donato. Leipzig 1910 (Dissertation; Digitalisat).
- mit Christian Cron und Heinrich Uhle: Platon: Verteidigungsrede des Sokrates, Kriton. Teubner, Leipzig 1929, OCLC 248944174.
- M. Tullius Cicero: Somnium Scipionis. Nebst einer Auswahl aus De officiis 1. Teubner, Leipzig 1935, OCLC 166060714.
- Vom humanistischen zum nationalsozialistischen Gymnasium. In: 200 Jahre Christianeum zu Altona. Hamburg 1938, S. 67–74 (Digitalisat).
- Bedeutungslehre. Grundzüge einer lateinischen und griechischen Semasiologie mit deutschen, französischen und englischen Parallelen. Teubner, Leipzig 1940.
- Die Bedeutungslehre als Hilfsmittel bei der altsprachlichen Lektüre. Akademie-Verlag, Berlin 1959, OCLC 602048294.